# 覃俭
覃俭（？—），中华人民共和国外交官，曾任中华人民共和国驻索马里联邦共和国特命全权大使。

## 生平
1985年毕业于吉林大学中外哲学专业。1991年毕业于中共中央党校理论部国际政治专业，获法学硕士学位。
2020年7月5日，索馬利蘭媒體《索馬利蘭紀事報》（Somaliland Chronicle）報導，覃俭訪問索馬利蘭，試圖施壓索馬利蘭取消與台灣互設代表處，且表明其對台灣領土主權的主張，並提議要在索马利兰首都哈尔格萨設立聯絡辦事處，但遭到索马利兰总统比希拒見。後来，中華人民共和國高階代表團於8月5日抵達索马利兰，獲得比希接見。代表團提出建設發展計畫與設立聯絡辦事處，條件是立刻終止與台灣的雙邊關係，但再次为比希所拒絕。